# Big Gay Al's Big Gay Boat Ride
«Big Gay Al's Big Gay Boat Ride» es el cuarto episodio de la primera temporada de la serie de televisión animada estadounidense South Park. Se emitió por primera vez en Comedy Central en los Estados Unidos el 3 de septiembre de 1997. El episodio fue escrito por los cocreadores de la serie Trey Parker y Matt Stone, y dirigido por Parker. En este episodio, se revela que el perro de Stan, Sparky, es gay después de follar con un perro macho rival. Bajo la presión de sus compañeros, Stan intenta hacerlo más masculino y, como resultado, Sparky se escapa y termina en el Big Gay Animal Sanctuary de Big Gay Al. Stan llega a entender la homosexualidad e intenta que todos en South Park la acepten.
«Big Gay Al's Big Gay Boat Ride» abordó la homosexualidad abierta de una manera poco común para la televisión en ese momento, lo que generó cierta ansiedad entre los ejecutivos de Comedy Central. La cadena inicialmente se opuso a los comentarios ofensivos hechos por los comentaristas deportivos en el episodio, pero los comentarios se mantuvieron ante la insistencia de Parker y Stone. George Clooney hizo una aparición especial como Sparky, un papel pequeño sin diálogo excepto por los ladridos de perros. El episodio también marcó la primera aparición de Big Gay Al.
El episodio recibió críticas generalmente positivas por su interpretación de la homosexualidad. Los creadores Stone y Parker lo consideraron su episodio favorito de la primera temporada y señalaron que ayudó a elevar la credibilidad y la relevancia de South Park durante sus primeros días. Fue nominado tanto para un Premio Emmy por Mejor Programa Animado como para un Premio GLAAD por Mejor Episodio Individual, y fue el episodio presentado cuando South Park ganó un Premio CableACE por Mejor Serie Animada.

## Argumento
El nuevo perro de Stan, Sparky, sigue a los niños hasta la parada del autobús una mañana. Stan cree que Sparky es el perro más duro de South Park; pero, cuando Sparky de repente salta encima de otro perro macho y comienza a follarlo enérgicamente, Cartman declara que Sparky es homosexual. En la práctica de fútbol para el equipo de la escuela, Las Vacas de South Park, el tío de Stan, Jimbo, y su amigo Ned aparecen y le preguntan al entrenador Chef si los chicos pueden hacer una apuesta a margen por 70 puntos para el partido de Las Vacas contra Los Vaqueros de Middle Park. Impresionados por una jugada de Stan, quien es el mariscal de campo y estrella del equipo, Jimbo y Ned van a una casa de apuestas, donde Jimbo apuesta $500 a Las Vacas. Como resultado, todos los demás apuestan todo su dinero en el equipo y amenazan a Jimbo si Las Vacas pierden. Intimidados, Jimbo y Ned buscan un plan alternativo y se enteran de que el hermano de John Stamos, Richard, cantará «Lovin' You» en el medio tiempo. En consecuencia, planean detonar la mascota de Middle Park, colocando una bomba para que explote cuando Richard Stamos cante la nota F alta en la canción.
Después de la práctica, Sparky aparece y monta a otro perro macho. Al día siguiente, después de clase, Stan le pregunta a su maestro, el Sr. Garrison, qué es un homosexual, lo que lleva al Sr. Garrison a afirmar que «los homosexuales son malvados», aunque Chef afirma que Garrison es homosexual. Como resultado, Stan intenta que su perro sea heterosexual. Más tarde, Sparky escucha a Stan frustrado despotricar sobre cómo quiere un perro macho en lugar de un perro gay. Esto lleva a Sparky a huir a las montañas, terminando en el Santuario de Animales de Big Gay Al, un santuario de animales para animales homosexuales.
Preocupado por su perro, Stan va a buscarlo y se pierde el comienzo del partido de fútbol. Cuando Stan encuentra a Sparky en el Santuario Big Gay, Big Gay Al lleva a Stan a dar un paseo en bote por su santuario y da un discurso sobre cómo la homosexualidad ha existido durante mucho tiempo, lo que finalmente hace que Stan acepte la homosexualidad de su perro. Mientras tanto, Richard Stamos no logra alcanzar la nota alta de la canción en el medio tiempo. Volviendo a los momentos finales del juego, Stan interviene como el mariscal de campo y le pasa el balón a Kyle para un touchdown mientras se acaba el tiempo. En su discurso después del juego, Stan le cuenta a la gente de South Park sobre el Santuario de Animales Big Gay y que «está bien ser gay». Conduce a la gente al sitio del Santuario, pero ha desaparecido misteriosamente; las mascotas gay fugitivas de la gente, sin embargo, regresan. Antes de irse, Big Gay Al agradece a Stan por hacer que todos entiendan la homosexualidad. Aunque Las Vacas ganaron la apuesta, Richard Stamos parece demostrar que puede alcanzar la nota alta que se perdió antes, activando la bomba y matando a la mascota del equipo de Middle Park.

## Producción

### Concepción y objeciones surgidas antes de la emisión
La trama de «Big Gay Al's Big Gay Boat Ride» se originó a partir de una idea de los co-creadores de la serie Trey Parker y Matt Stone de hacer que un niño intente convencer a su perro gay de que no sea homosexual. Michael Smith, un amigo de la infancia de Parker y la base para el personaje de Ned Gerblansky, afirmó que Big Gay Al se basó en parte en un residente de la vida real de Fairplay, Colorado. Smith, un ministro de una iglesia de Fairplay, dijo sobre el residente: «Simplemente lo llamamos Big Al, pero se trasviste todos los años para el Día de Fairplay. Vive fuera de la ciudad, por lo que el santuario de mascotas de la animación de Big Gay Al está ambientado allá en las colinas». Sin embargo, Stone dijo que el nombre «Big Gay Al» y la idea de su «santuario de animales gay» provino de Pam Brady, productora y escritora del programa.
Cuando el episodio estaba en producción en 1997, era relativamente poco común que una serie de televisión abordara abiertamente la homosexualidad en términos tan evidentes, especialmente en una caricatura. Como resultado, Parker y Stone dijeron que los ejecutivos de Comedy Central expresaron más preocupación por «Big Gay Al's Big Gay Boat Ride» que por cualquier otro episodio anterior de South Park. Parker dijo sobre la cadena: «No creo que realmente la hayan desalentado, pero definitivamente estaban asustados». La cadena, sin embargo, se opuso a las escenas en las que uno de los comentaristas deportivos de fútbol hacía bromas ofensivas y era silenciado por el otro comentarista. La red objetó particularmente una broma en la que, después de ver correr a Kyle, el comentarista dijo: «Los judíos corren así desde Polonia en 1938», una referencia a la invasión del país por parte de la Alemania nazi (que en realidad tuvo lugar en 1939). Los chistes se basaron en una serie de comentarios ofensivos de la vida real que hicieron unos comentaristas deportivos y por los que se metieron en problemas. Stone dijo que las escenas estaban destinadas a parodiar a los comentaristas, no a los sujetos de los chistes. Sin embargo, solo se les permitió seguir después de lo que Stone llamó «una gran pelea» con Comedy Central. Después de que el episodio estaba programado para salir al aire, TV Guide se negó a anunciarlo con su verdadero título por temor a ofender a los lectores y, en cambio, llamó al episodio «Big Al's Boat Ride».
El episodio fue escrito por Trey Parker y Matt Stone, y fue dirigido por Parker. Parker y Stone consideraron «Big Gay Al's Big Gay Boat Ride» su episodio favorito de la primera temporada, y le dan crédito por ayudar a elevar la credibilidad y relevancia de South Park durante los primeros días de la serie. Aunque la primera temporada de South Park recibió muchas críticas de los comentaristas que sintieron que el programa era repugnante y ofensivo, Parker defendió específicamente los episodios «Mr. Hankey, the Christmas Poo» y «Big Gay Al's Big Gay Boat Ride», que consideró que incluía valores morales y un «lado dulce» entre el humor de segundo año. Stone también dijo que esos dos episodios se convirtieron en los programas específicos de los que la gente hablaría más cuando hablaran de South Park.

### Animación
El actor George Clooney proporcionó el pequeño papel de la voz de Sparky, que se limita por completo a ladridos de perro. Clooney era un fan vocal de South Park y fue en gran parte responsable de generar noticias sobre «The Spirit of Christmas», un cortometraje animado de 1995 de Parker y Stone que sirvió como precursor de South Park. Parker dijo que decidieron contratar a un actor famoso para el pequeño papel de Sparky porque «pensamos que era divertido» y porque querían hacer algo diferente de la serie animada Los Simpson, que es conocida por tener apariciones destacadas de invitados en forma regular. Parker agregó: «Ya que South Park es una especie de programa que se burla de las celebridades, también queríamos degradarlas de otras maneras. Y pensamos en tener celebridades, pero hacer que hagan cosas realmente menores y sin importancia». Los ejecutivos de Comedy Central estaban entusiasmados con la posibilidad de que Clooney apareciera en el programa, pero Parker dijo que estaban decepcionados al saber que su papel era tan pequeño..

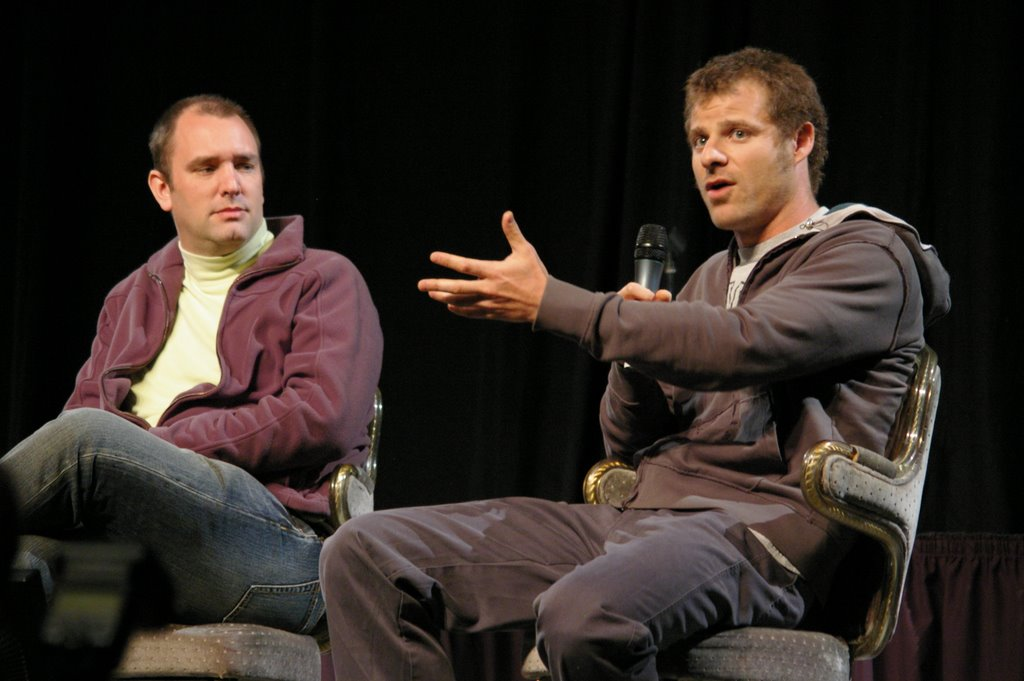
Los cocreadores de South Park Trey Parker y Matt Stone escribieron «Big Gay Al's Big Gay Boat Ride».

Los animadores de South Park crearon el episodio usando PowerAnimator, el programa de animación de Alias Systems Corporation más conocido como «Alias». Fue particularmente desafiante para los animadores diseñar el complejo esquema de luces durante la escena del club nocturno del episodio. Eric Stough, director de animación de la serie, dijo que uno de los directores técnicos tardó «alrededor de medio día» en preparar la breve escena. Parker dijo que estaba particularmente feliz con la animación en «Big Gay Al's Big Gay Boat Ride», y dijo que creía que la serie estaba comenzando a establecerse en el aspecto definido que ha conservado a lo largo de los años. Parker dijo: «Creo que aquí fue donde finalmente sentimos que lo hicimos bien, obtuvimos el aspecto correcto». Sin embargo, la animación incluye algunos errores de perspectiva, particularmente durante las escenas de fútbol, donde Chef se encuentra tan ancho como una marca de 10 yardas en el campo. Parker dijo que los animadores trabajaron durante mucho tiempo en la nieve en las escenas al aire libre, pero finalmente decidieron que no les gustaba cómo quedó.
El discurso que Big Gay Al dio mientras llevaba a Stan a dar un paseo en bote por su santuario de animales se basó en discursos reales que el director de animación Eric Stough pronunció mientras trabajaba como «director de cruceros por la jungla» en Walt Disney World Resort en Orlando, Florida. Las manchas de suciedad en los cascos y uniformes de los jugadores de fútbol fueron diseñadas intencionalmente para que parecieran manchas en papel de construcción. Esto se hizo para mantener el estilo visual deliberadamente crudo del programa que crearon por primera vez con papel de construcción en «The Spirit of Christmas» y el episodio piloto, «Cartman Gets an Anal Probe». Los personajes Butters Stotch y Clyde Donovan aparecen durante el partido de fútbol, aunque ninguno había sido identificado por su nombre todavía en la serie. Durante una escena de multitud de fútbol, se puede ver un personaje blanco que se ve idéntico a Tolkien Black, un personaje afroamericano presentado más adelante en la serie. El personaje de fondo lleva la misma camiseta que usa Tolkien, que Parker explicó que fue el resultado de que un animador colocó una cabeza diferente en el cuerpo para crear un personaje de relleno para la multitud. El momento en que Big Gay Al dice: «Mi trabajo aquí está hecho» y desaparece en una maleta es la parte favorita del episodio de Stone, aunque admitió: «No tiene sentido». Parker dijo que el momento se escribió de esa manera simplemente porque el dúo no podía decidir cómo «deshacerse» del personaje. Parker dijo: «No lo queríamos cerca todo el tiempo, (así que preguntamos) cómo no lo convertimos en un personaje cada semana».

## Temas
«Big Gay Al's Big Gay Boat Ride» explora el tema central de la homosexualidad, particularmente a través de los personajes homosexuales Sparky y Big Gay Al, quienes jugarían un papel más destacado en el episodio de la quinta temporada, «Cripple Fight». El episodio fomenta la tolerancia de la homosexualidad, con el protagonista Stan inicialmente mostrando enojo y consternación al enterarse de que su perro es gay, pero finalmente aprende a aceptar la homosexualidad y concluye que debemos aceptar a los demás por lo que son. Big Gay Al muestra varios estereotipos gay exagerados, incluido su voz con ceceo y vestuario extravagante, que incluye un corbatón. Aunque algunos han descrito la descripción como incendiaria, otros comentaristas han dicho que los estereotipos se utilizan como funciones de sátira. Nick Marx y Matt Sienkiewicz, estudiantes de doctorado en medios y estudios culturales de la Universidad de Wisconsin-Madison, dijeron en un artículo de revista de 2009: «Estos episodios no funcionan como parte de una red discursiva más grande, sino como textos mediáticos codificados de manera similar a la de Los Simpson».
«Big Gay Al's Big Gay Boat Ride» también explora y satiriza las reacciones de las personas ante la homosexualidad a través de Stan y otros personajes que reaccionan ante el comportamiento de Sparky. Por ejemplo, Stan admite que ni siquiera sabe qué incluye ser gay, excepto simplemente que «es malo». Además, cuando Cartman le sugiere a Stan que Sparky podría estar en el centro comercial comprando pantalones de cuero, satiriza el estereotipo de que todos los hombres homosexuales están involucrados en la subcultura del cuero. El episodio también se burla de lo que muchos activistas LGBT perciben como odio y malentendidos sobre la homosexualidad expresados a menudo por activistas anti-LGBT y de derecha, incluidos los ministros cristianos Jerry Falwell y Fred Phelps. Esto se ilustra parcialmente en este episodio por la condena del Sr. Garrison a los homosexuales, basada en un miedo profundamente arraigado a su propia sexualidad. Basando su comentario en este episodio, Gardiner comentó que South Park tenía una actitud «Queer Lite» hacia la homosexualidad, afirmando que «son tolerantes sin énfasis, polimorfamente perversos, ambiguamente homosexuales afirmativos».